# 奥花园

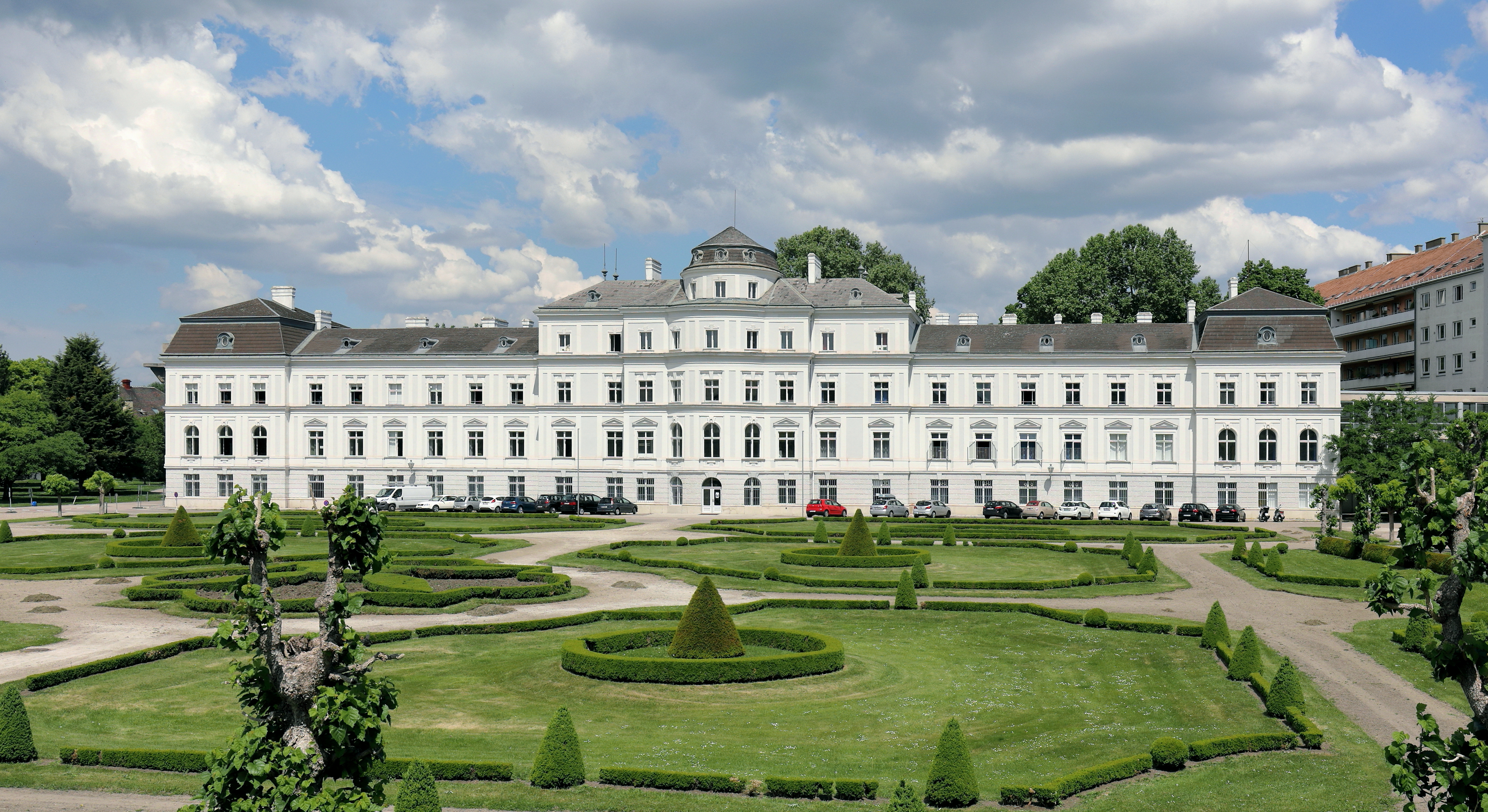
奥花园宫

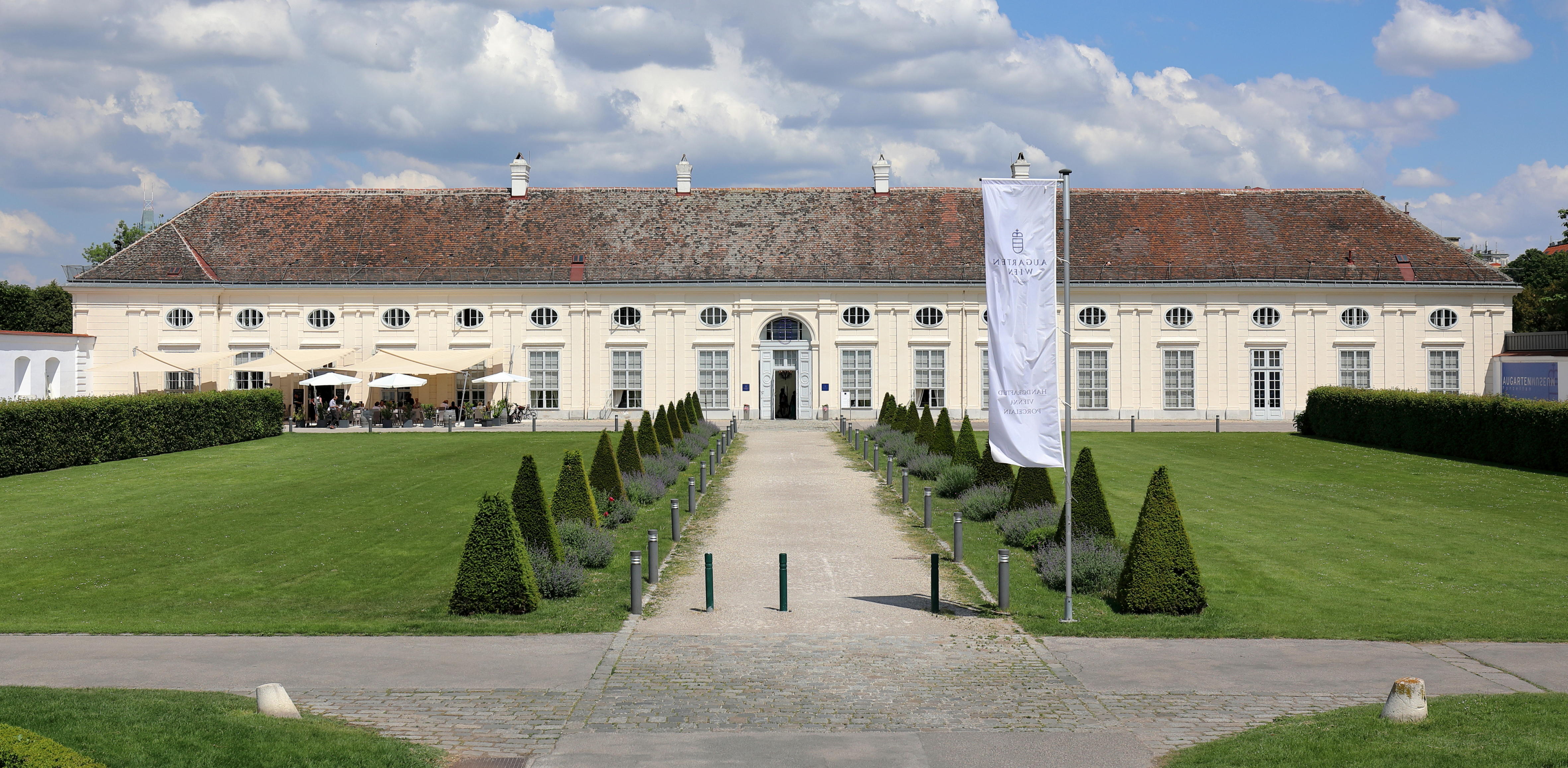
陶瓷工厂

地图

奥花园（Augarten）是奥地利维也纳的一个公园，占地面积52.2公顷，位于利奥波德城（第二区），是该市最古老的巴洛克花园。
公园的西北部和东北部接壤布里吉特瑙（第二十区），东北方还有前西北车站，西北铁路从那里通往波希米亚，南部面临所谓“加尔默罗会区”（Karmeliterviertel），历史上的犹太区，接着是利奥波德城。直到1870年多瑙河调节工程,奥花园以北和以东的地方大多无人居住。
奥花园属于法国巴洛克风格，拥有精致的花园。如同维也纳的大部分公园，奥花园只在白天开放，日落时公园的五个门将会关闭。
奥花园内拥有各种设施，包括设在奥花园宫的维也纳少年合唱团，奥花园陶瓷工厂，奥地利美景宫美术馆的当代分馆，奥地利电影资料馆，一个退休之家，一个犹太学园，一个儿童戏水池和体育场地。两个高高的防空掩体是第三帝国的遗物（高射炮塔）。
巴洛克式的公园，宫殿和原园墙的剩余部分，建于18世纪初，自2000年被列为历史古迹。

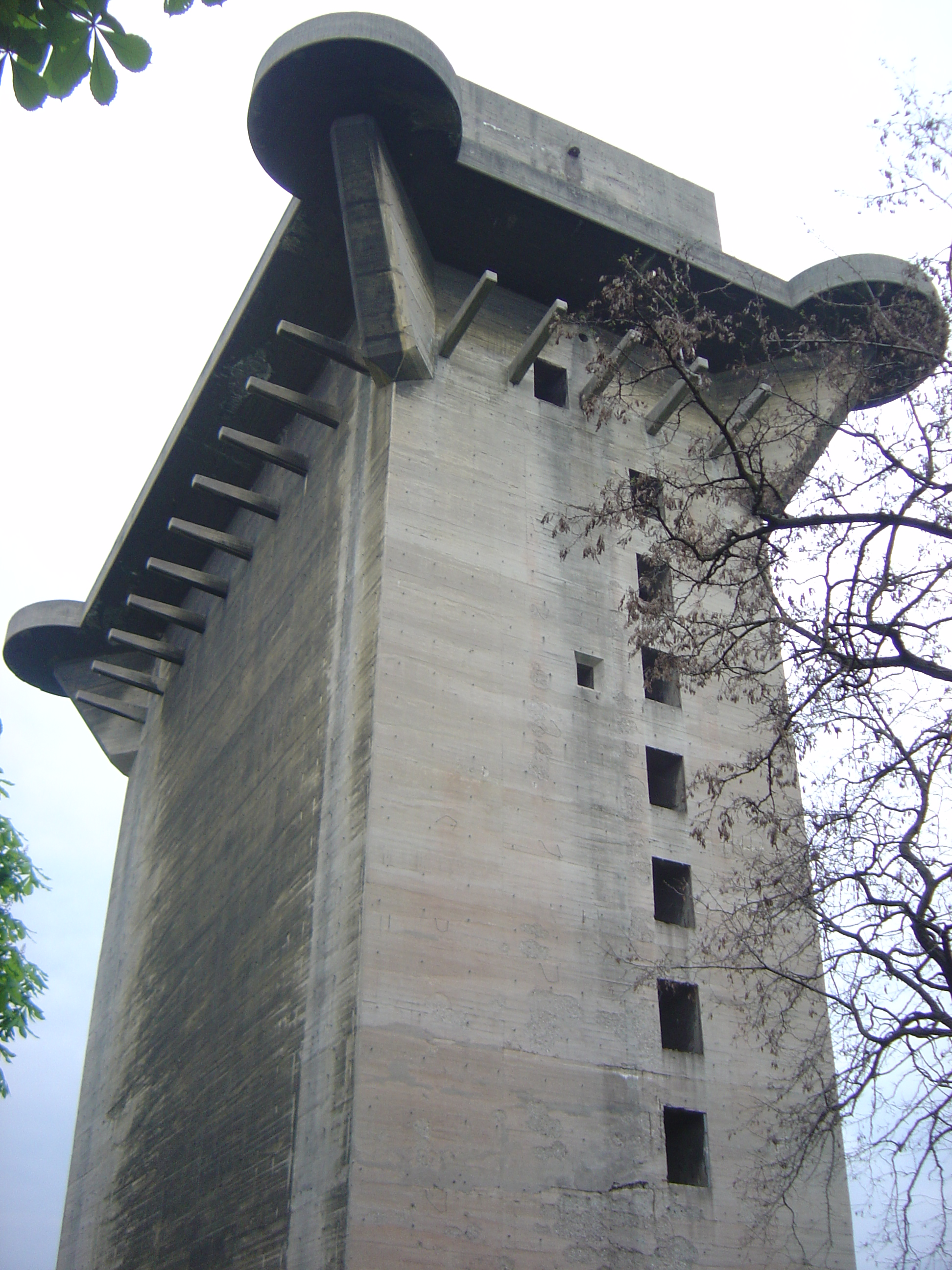
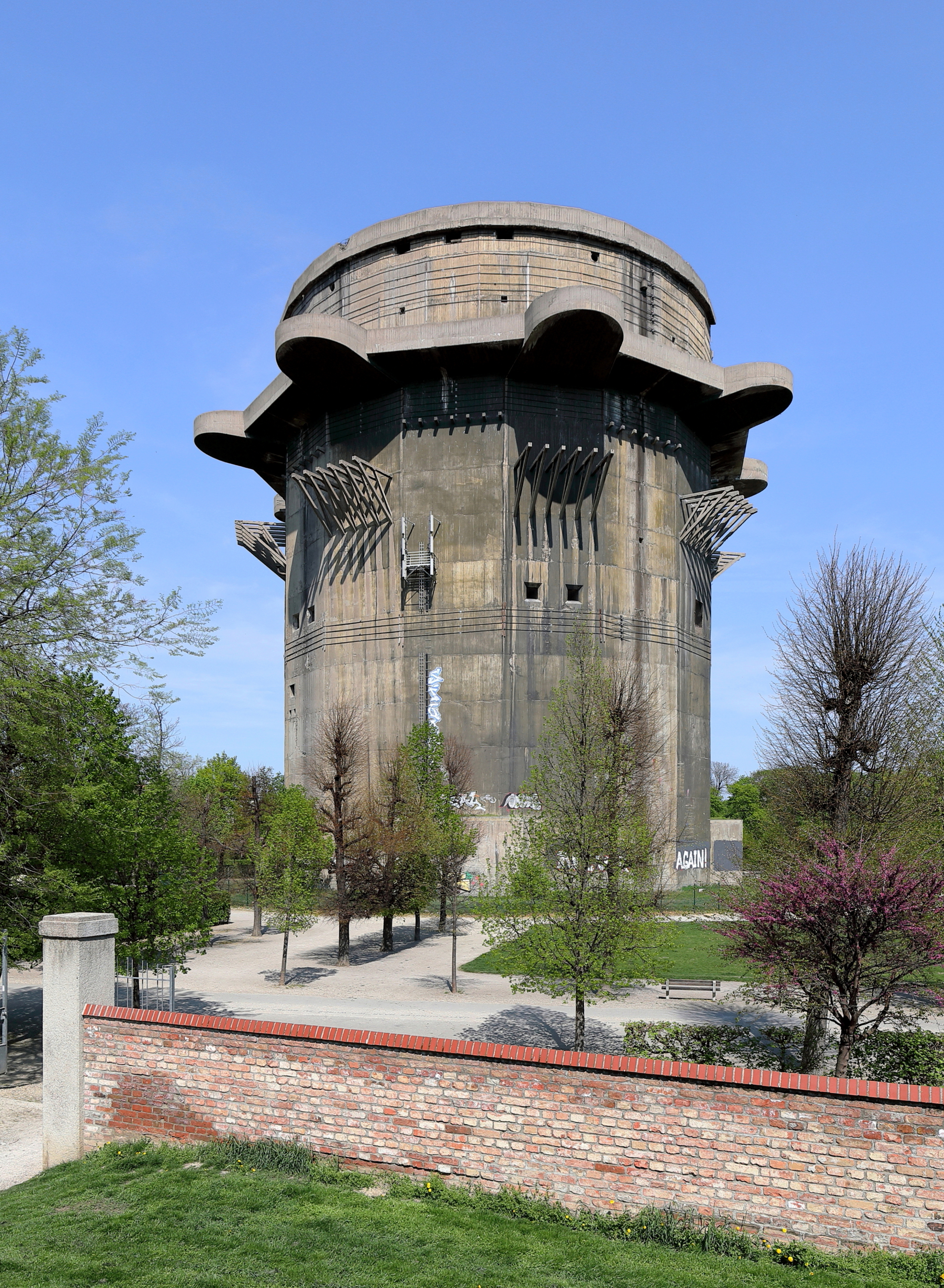
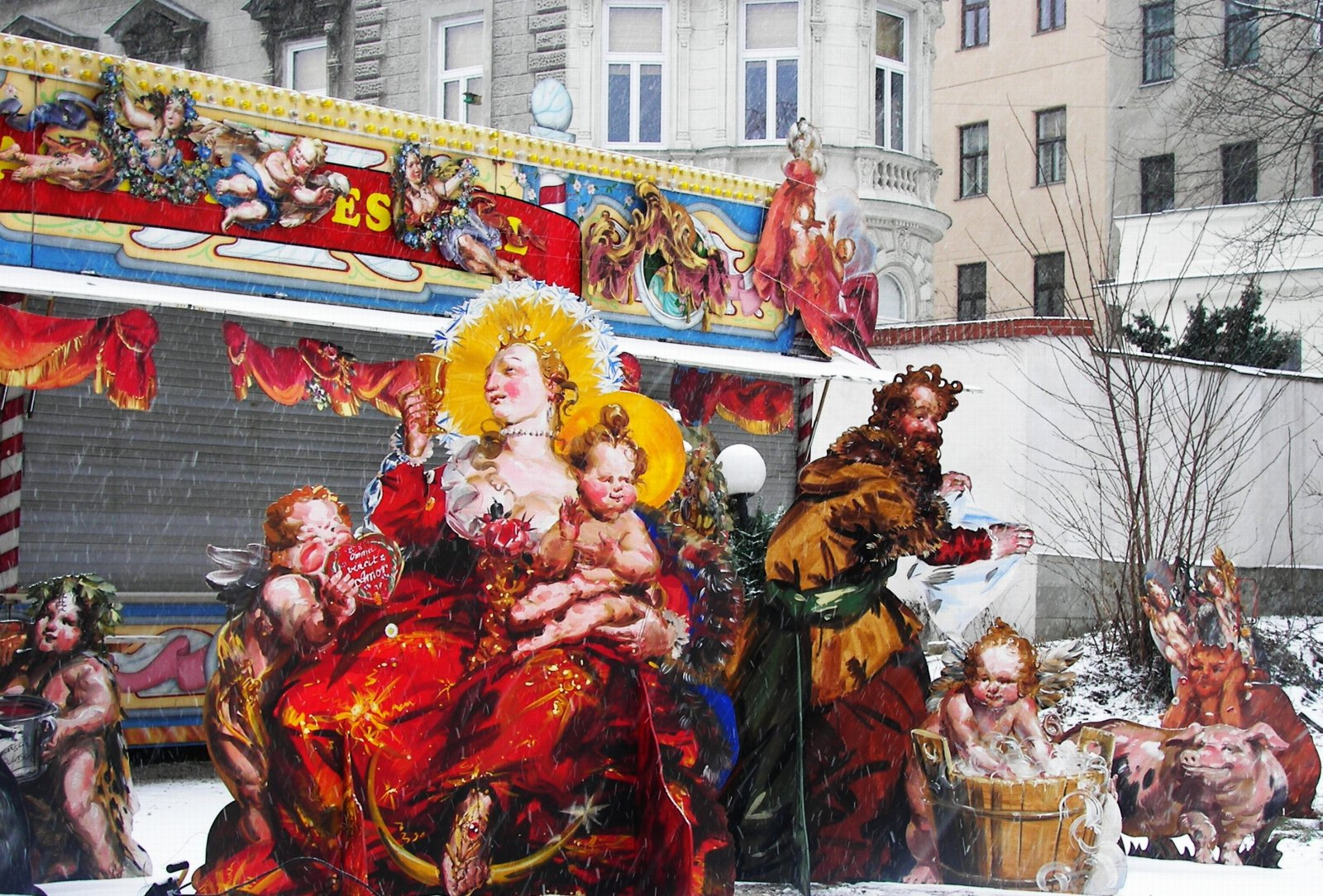
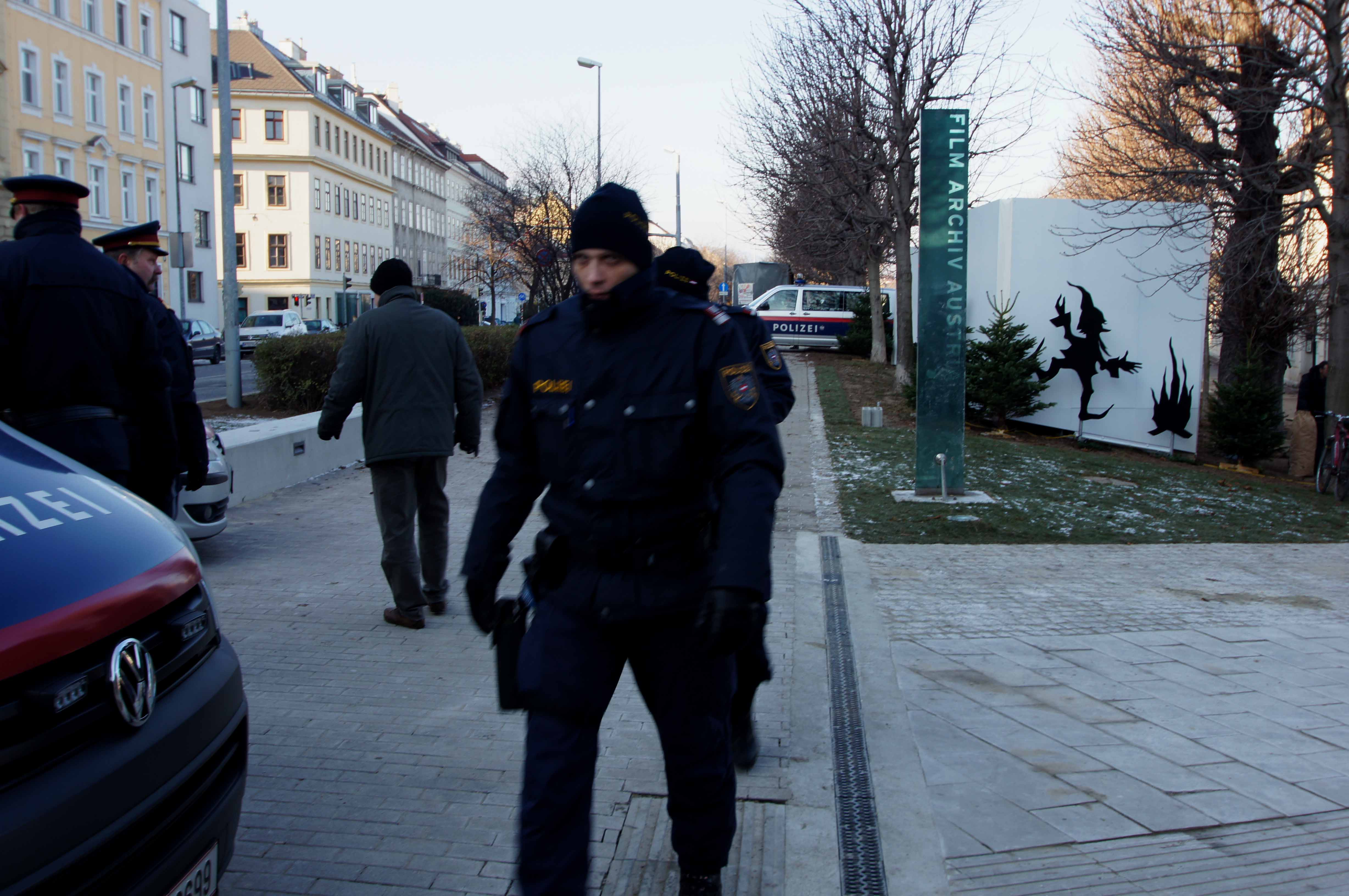
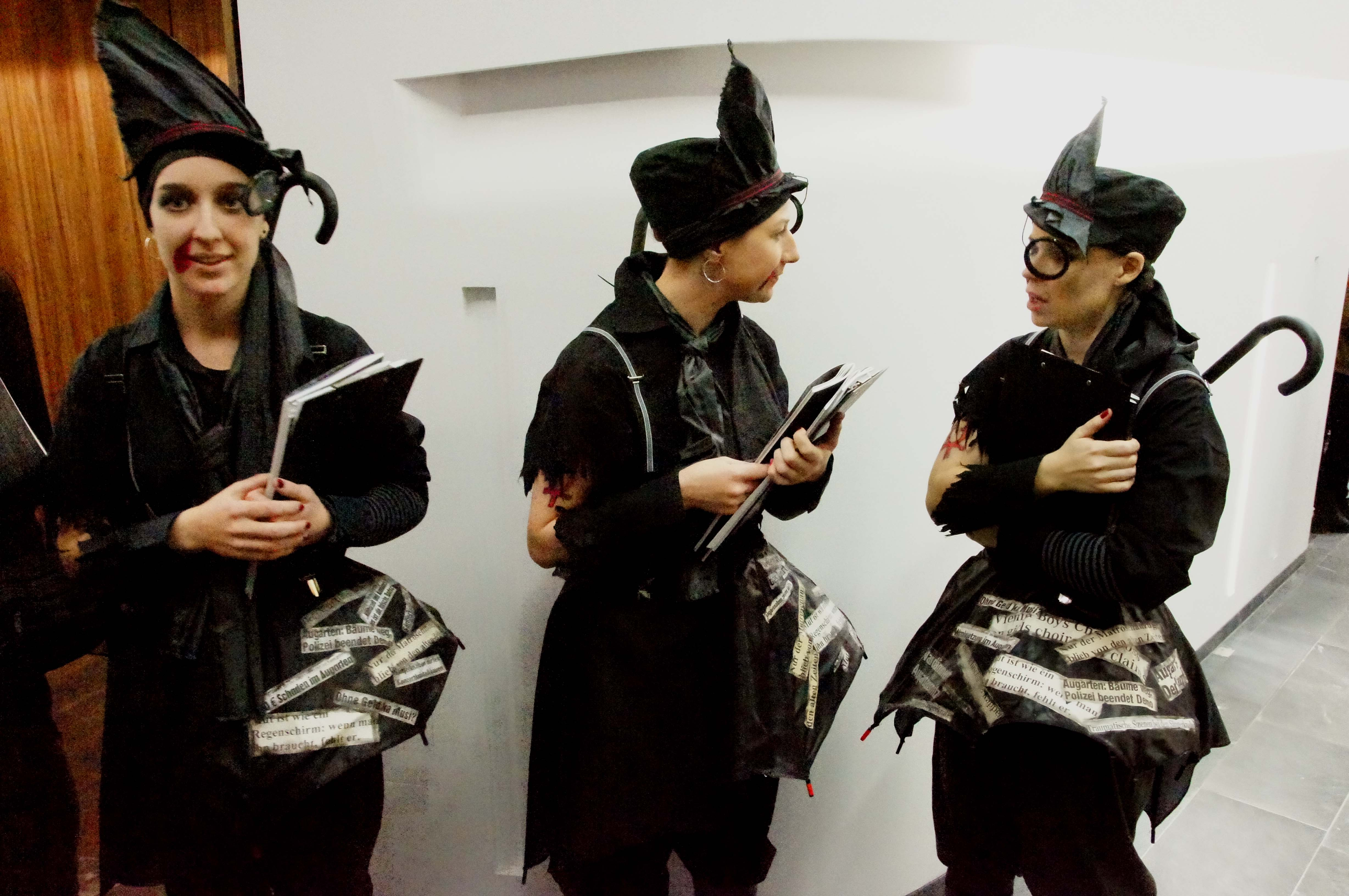